# Станкевич Михайло Євстахійович
Михайло Євстахійович Станкевич (1 серпня 1948, с. Жизномир, нині Чортківський район, Тернопільська область — 16 березня 2017, Бучач) — український мистецтвознавець, педагог. Доктор мистецтвознавства (1995), професор (2000), член НСЖУ (1988), голова Спілки критиків та істориків мистецтва (СКІМ — з 1999), член-кореспондент Національної академії мистецтв України (секція естетики та культурології, 2002). Лауреат Всеукраїнської літературно-мистецької премії імені Братів Богдана та Левка Лепких (2011), обласної премії імені С. Гординського (Львів, 2005).

## Життєпис
Михайло Євстахійович Станкевич народився 1 серпня 1948 року в селі Жизномирі, нині Чортківського району Тернопільської області.
Закінчив Бучацьку художню школу (1964 р., педагоги — Омелян Ментус, О. Марченко); Косівське училище прикладного мистецтва (1968, вчителі з фаху — Г. Колос, Олексій Соломченко), Київський державний художній інститут, тепер Національна академія образотворчого мистецтва і архітектури (1978 факультеті теорії, та історії мистецтва, педагоги — П. Білецький, Л. Міляєва, О. Тищенко).
Працював у Бучачі вчителем образотворчого мистецтва і креслення (СШ № 1, тепер Бучацька гімназія імені В. М. Гнатюка), художником-оформлювачем, викладачем естетики в радгоспі-технікумі.
З 1980 року у Львові в Музеї етнографії та художнього промислу молодшим, з 1986 — старшим науковим співробітником.
З 1991 по 2008 завідувач відділу народного мистецтва в Інституті народознавства НАН України. З 2008 року до 2017 очолював кафедру дизайну і теорії мистецтва, спеціалізовану вчену раду по захисту кандидатських дисертацій в Прикарпатському національному університеті імені Василя Стефаника.
Дружина Марія Станкевич (1954) — народний майстер лемківських писанок. Син Юрій Станкевич (1977) — кандидат мистецтвознавства. Дочка Наталія Станкевич (1979) — дизайнер.
Помер Михайло Станкевич 16 березня 2017 року, похований в м. Бучач на міському цвинтарі на горі Федір.

## Наукова діяльність
Починаючи з 1972 РОКУ опублікував понад 200 дослідницьких і науково-популярних праць (переважно про декоративне мистецтво, архітектуру, дизайн) українською, російською, польською мовами.
Поряд із науковою роботою з 1996 р. викладає у вищих навчальних закладах: Прикарпатському національному університеті ім. В. Стефаника, Тернопільському національному педагогічному університеті ім. В. Гнатюка, Національному університеті «Львівська політехніка», Львівській національній музичній академії ім. М. Лисенка (2000—2008). Головний редактор наукового збірника «Мистецтвознавство» СКІМ (від 1999), голова редколегії вісника Прикарпатського університету серія «Мистецтвознавство», науковий редактор понад 20 фахових монографій та ін. видань.
Кандидатську дисертацію «Прорезной орнамент в системе декора украинского жилища» захистив 1986 РОКУ у Науково-дослідному інституті теорії історії мистецтва Академії мистецтв СРСР (Москва), докторську «Українське художнє деревообробництво XVI — ХХ ст. (іконографія, номінація, стилістика, типологія)» — у Львівській національній академії мистецтв 1995 РОКУ.
Під керівництвом Михайла Станкевича захищено 23 кандидатських дисертацій, одна докторська (Олена Никорак).

## Доробок

### Основні книжкові публікації
- «Українські витинанки: Ретроспективна виставка» (1981)
- «Українські витинанки» (1986)
- «Скульптура Володимира Мельника» (2000)
- «Українське художнє дерево XVI—XX ст.». (2002)
- «Автентичність мистецтва. Питання теорії пластичних мистецтв» (2004).
- «Бучач та околиці» (2010).
- «Теорія рами» (2015).
- «Етноестетика. Філософія народного мистецтва» (2020)

### Співавтор колективних праць
- «Народні художні промисли УРСР» (1986).
- «Украинские Карпаты: Культура» (1989)
- «Соціалістичні перетворення в культурі та побуті західних областей України» (1989)
- «Декоративно-прикладне мистецтво з практикумом у навчальних майстернях» (1991).
- «Народное искусство и современная культура». (1991)
- «Декоративно-прикладне мистецтво» (1992).
- «Мистецтво і традиційна культура українського зарубіжжя» (1992)
- «Проблеми Гуцульщини» (1993)
- «Українське народознавство» (1994)
- «Мистецтво України: Енциклопедія. Т. 1» (1995)
- «Хрест в українському мистецтві» (1996)
- «Українська хрестологія» (1996)
- «Konteksty: Polska sztuka ludowa» (1996)
- «Українська хрестологія: Мистецтвознавчі дослідження» (1997)
- «Сколівщина. Історико-етнографічне дослідження» (1996)
- «Лемківщина. Історико-етнографічне дослідження» (2002)
- «Енциклопедія сучасної України» (2003—2012)
- «Словник українського сакрального мистецтва» (2006)
- «Етногенез та етнічна історія Українських Карпат» (2006)
- «Мала енциклопедія українського народознавства» (2007)
- «Народна ікона на склі» (2008)
- «Школа мистецьких традицій» (2011)